# Rodrigo Beckham
Rodrigo Juliano Lopes de Almeida (Santos, 8 de julho de 1976), mais conhecido como Rodrigo Beckham, é um ex-futebolista brasileiro que atuava como meio-campista.

## Carreira como jogador

### Início
Filho de uma advogada com um empresário do ramo de calçados, chegou a cursar Administração e Direito.
Revelado na Portuguesa Santista, iniciou sua carreira em 1996. Teve ainda uma rápida passagem por empréstimo pelo Guarani, no Brasileiro de 1997, antes de chegar no Gama em 1998. Na equipe de Brasília, foi o destaque do time campeão da Série B, onde marcou nove gols em 14 jogos.

### Botafogo
Logo, foi contratado pelo Botafogo em 1999, a princípio por empréstimo, com passe fixado. No alvinegro carioca, participou da campanha vice-campeã da Copa do Brasil de 1999, em que ele marcou dois gols anulados erradamente no jogo de ida. Nesse mesmo jogo, validaram um gol erradamente pra equipe adversária, além de não terem marcado um pênalti em cima de Bebeto. Rodrigo foi um dos principais ídolos botafoguenses na virada do século. Seus chutes fortes e precisos com a perna esquerda renderam muitos gols para o time e o carinho da torcida. A fama e os gols levaram o jogador a ser cogitado a ser convocado até para a Seleção Brasileira, mas a lembrança nunca foi concretizada por nenhum técnico do escrete canarinho.

### Atlético Mineiro e Everton
Por ter sido artilheiro do Botafogo nos Campeonatos Brasileiros de 2000 e 2001 (com sete e onze gols, respectivamente), Rodrigo foi, no ano de 2002, emprestado ao Atlético Mineiro. No entanto, num jogo contra o Cruzeiro, se chocou com o atacante Jussiê e teve uma lesão que comprometeu seus ligamentos. Ainda assim, mesmo machucado, aceitou uma proposta e foi contratado pelo Everton, da Inglaterra, em julho de 2002.
Contudo, uma lesão no joelho num clássico contra o Liverpool atrapalhou sua carreira na Europa. O jogador sofreu com uma cirurgia mal feita, onde muitos médicos não detectaram o problema no joelho. Disputou apenas seis partidas no clube inglês.

### Retorno ao Brasil
Rodrigo retornou ao Brasil e teve passagens apagadas por Corinthians, Juventude, Atlético Paranaense e Vasco, não conseguindo se firmar em nenhuma das equipes. Ele continuou a jogar com o joelho ruim, depois de ter sido aprovado em vários exames físicos nesses times. Porém, Rodrigo não conseguiu demonstrar a mesma forma dos tempos de Botafogo. Sua passagem pelo Corinthians em 2004 serviu mais para dar propulsão em sua carreira como modelo do que como jogador de futebol, uma vez que era comum a participação do jogador em programas de televisão para o público feminino e em eventos de moda na cidade de São Paulo.

### Boavista, Paraná e Fortaleza
No ano de 2006, Rodrigo acertou com o Boavista de Saquarema. O meia ajudou o clube a conquistar o título da Segunda Divisão do Campeonato Carioca e, consequentemente, o acesso para a Primeira Divisão do Estadual.
Em 2007 disputou o Campeonato Brasileiro pelo Paraná. Após uma passagem sem brilho, retornou ao Boavista para a disputa do Campeonato Carioca de 2008.
Depois de outra operação para resolver o problema no joelho, o jogador voltou a atuar bem pelo Boavista e em seguida foi contratado pelo Fortaleza em setembro de 2008. Pelo Tricolor do Pici, conquistou o Campeonato Cearense de 2009.

### Red Bull Brasil
Em 2010, por indicação do técnico Márcio Fernandes, Rodrigo Beckham foi contratado pelo Red Bull Brasil, pelo qual conquistou a Série A3 do Campeonato Paulista.

## Carreira como treinador
Após se aposentar dos gramados, foi auxiliar-técnico no Boavista, onde trabalhou com os treinadores Américo Faria e Waldemar Lemos.
Logo depois da demissão de Waldemar, Rodrigo foi efetivado como novo treinador do clube de Saquarema no dia 22 de março de 2015, salvando a equipe do rebaixamento para Série B do ano seguinte.

## Títulos

### Como jogador
Gama
- Campeonato Brasiliense: 1998
- Campeonato Brasileiro Série B: 1998

Boavista
- Campeonato Carioca da Segunda Divisão: 2006

Fortaleza
- Campeonato Cearense: 2009

Red Bull Brasil
- Campeonato Paulista - Série A3: 2010